# 100 North Tampa
Le 100 North Tampa est un gratte-ciel de bureaux de 176 mètres de hauteur construit à Tampa en Floride de 1990 à  1992. 
C'est le plus haut gratte-ciel de Tampa .
Il est construit dans un style post-moderne avec les 3 éléments clés de ce style; une base, un corps principal et une coiffe.
La façade de l'immeuble est composée de granite qui vient d'Espagne. Les vitres de l'immeuble sont teintés à l'étain et entraînent des reflets lumineux très importants.
13 des 38 étages correspondent à des parkings. Les étages de parking sont desservis par 3 ascenseurs et les étages de bureaux sont desservis par 12 ascenseurs à grande vitesse, contrôlés par ordinateur.
L'immeuble abrite des locaux de la Regions Bank.
Le projet a coûté 108 millions de $.
L'architecte est l'agence HKS, Inc.